# Huskvarna allianskyrka
Huskvarna allianskyrka är en kyrkobyggnad i Huskvarna i Sverige. Den tillhör Svenska Alliansmissionen, och Huskvarna alliansförsamling, och ligger vid Ebbesvägen 10 i Stensholm .